# Neolepolepis occidentalis
Neolepolepis occidentalis är en insektsart som först beskrevs av Edward L. Mockford 1955.  Neolepolepis occidentalis ingår i släktet Neolepolepis och familjen fjällstövlöss. Inga underarter finns listade i Catalogue of Life.